# Mike Candys
Mike Candys, pseudonimo di Michael Kull (20 agosto 1971), è un disc jockey svizzero.
È noto grazie al suo successo electro house Insomnia, prodotto assieme a DJ Jack Holiday. Tale canzone ha raggiunto il successo in tutti i principali paesi dell'Europa occidentale (Francia, Germania e Belgio), in particolare nei club, ma si è anche posizionata bene nelle classifiche dei singoli di questi paesi, situazione piuttosto rara per una traccia di questo genere. In Francia, il titolo è stato trasmesso da emittenti radiofoniche nazionali quali Fun Radio, FG NRJ e DJ Radio.
Una seconda produzione di Mike Candys dal titolo La Serenissima, non ha avuto invece molto successo.
Il suo terzo singolo, People Hold On, si è classificato alla quarta posizione nei club europei nel corso del 2010 a cui è seguita Together Again, che lo ha reso maggiormente noto nel panorama internazionale.
Nell'estate 2011 è tornato in vetta alle classifiche raggiungendo l'apice del successo, arrivando in autunno anche sulle piste italiane, con la sua hit One Night In Ibiza, seguita dall'uscita, nel mese di novembre, del singolo Around The World, mentre nel mese di marzo del 2012 dà alla luce quello che fino ad oggi è il suo brano di maggior successo, intitolato 2012 (If The World Would End), pezzo ispirato alle profezie sugli eventi catastrofici del 21 dicembre 2012. Questi ultimi tre brani fanno l'occhiolino alle melodie anni novanta dell'eurodance suonate con strumenti tipici della musica trance, con la tipica impostazione dell'epoca, accompagnati da una base di percussioni tipiche della euro house; sono inoltre caratterizzati dall'alternanza tra il cantato femminile di Evelyn Zangger ed il parlato rappeggiante maschile, rispettivamente di Patrick Miller in One Night In Ibiza e 2012, e di David Deen in Around The World.
Inoltre, sempre nell'inverno tra il 2011 e il 2012, ha avuto diverse collaborazioni come producer, come i brani When It Rains con Nadia Ali e Stars con Christopher S.
Durante la sua carriera ha anche realizzato diversi remix di brani storici, come Show Me Love di Robin S., Rhythm Is a Dancer degli Snap!, La Serenissima di Rondò Veneziano, Children di Robert Miles e nel 2012 The Riddle di Nik Kershaw modificando il titolo in The Riddle Anthem.

## Insomnia

### Classifiche
Classifiche nei vari paesi del singolo Insomnia.
| Paese                          | Miglior Piazzamento |
| ------------------------------ | ------------------- |
| Francia                        | 15                  |
| Germania                       | 44                  |
| Belgio Vallonia                | 9                   |
| Belgio Fiandre                 | 16                  |
| Francia Club 40 Diffusion Club | 1                   |

### Promo CDs
CD-Maxi BIP CLUB 11 settembre 2009
- 1. Insomnia (Radio Edit) 3:31
- 2. Insomnia (Chris Crime Infinity Remix) [04:41]
- 3. Insomnia (Christopher S. Remix) [04:39]

12" Maxi BIP BIP-V007 12 settembre 2009
- 1. Insomnia (Chris Crime Infinity Remix)
- 2. Insomnia (Christopher S. Remix)

### Crediti
Musiche & Testi: Sister Bliss, Maxi Jazz, Roland "Rollo" Armstrong
 Produttori: Mike Candys, Jack Holiday, Chris Crime

## Discografia

### Produzioni & Remix
Tutti i seguenti bootlegs rework sono ascoltabili dalla pagina ufficiale di Facebook dell'artista.
- 2014 Mike Candys - Delta
- 2014 Mike Candys feat. Maury - Miracles
- 2013 Mike Candys feat. Dj BoBo - Take Control
- 2013 Mike Candys feat. Evelyn & Tony T - Everybody
- 2013 Mike Candys feat. Evelyn & Calprit - Brand New Day
- 2013 Mike Candys feat. Jenson Vaughan - Bring Back The Love
- 2012 The Riddle Anthem
- 2012 La Serenada
- 2012 Mike Candys & Evelyn feat. Patrick Miller - One Night In Ibiza
- 2012 Sunshine (Fly So High) feat. Sandra Wild
- 2012 2012 (If The World Would End) (feat. Evelyn & Patrick Miller)
- 2011 Around the World (feat. Evelyn & David Deen)
- 2011 One Night In Ibiza (feat. Evelyn & Patrick Miller)
- 2010 Together Again
- 2010 People Hold On!!
- 2009 Where Did We Go Wrong (Mike Candys Remix) Michelle Leonard Universal Germany
- 2009 Ich steh auf Jungs (Mike Candys Remix) Barbara Schöneberger Universal Germany
- 2009 Maybe Tomorrow (Christopher S & Mike Candys Remix) Jaybee Klubbstyle
- 2009 Push The Feeling On Mike Candys & Jack Holiday Wombatmusic/Sirup
- 2009 Insomnia Mike Candys & Jack Holiday Wombatmusic/Sirup
- 2009 Excuse Christopher S feat. Brian Wombatmusic/Sirup
- 2009 Break The Rule Christopher S & Mike Candys feat. Manuel Wombatmusic/Sirup
- 2009 Not Ready for Love Christopher S feat. Manuel Wombatmusic/Sirup
- 2009 Higher Mike Caldaro feat. Manuel *** The DJ!
- 2009 Blaue Flecken (Mike Candys Remix) Rosenstolz Universal Germany
- 2009 Move it Club Crashers Wombatmusic/Sirup
- 2009 Destination Calabria Club Crashers Wombatmusic/Sirup
- 2009 La Serenissima Mike Candys & Jack Holiday Wombatmusic/Sirup
- 2009 Underneath the Skin Kwan Hendry feat. Michael Lascar *** The DJ!
- 2009 Laminate My Heart Mike Candys feat. Antonella Rocco Wombatmusic/Sirup
- 2009 Feels so Right (Energy 2009 Theme) DJ Energy Wombatmusic/Sirup
- 2009 Can You Feel It (Mainstation Anthem) MR P!NK feat. Sapporo ADT
- 2009 Gimme! Gimme! Gimme! Christopher S & DJ Flava TBA
- 2009 L.O.I (Mike Candys & Christopher S Remix) Horny United Attractive
- 2009 Hypnotic Tango Christopher S TBA
- 2009 Ti Sento Christopher S feat. Antonella Rocco TBA
- 2009 The Night you murdered Love Christopher S feat. Brian TBA
- 2009 For You Christopher S feat. Brian TBA
- 2009 Comeback Christopher S feat. MC X-Large TBA
- 2009 Ultra Flava Christopher S TBA
- 2009 Horny! Christopher S feat. MC X-Large TBA
- 2009 The Way you make me feel Christopher S feat. Sandra Wild TBA
- 2009 *** the DJ! 2009 Christopher S & DJ Flava feat. MC X-Large TBA
- 2009 Your Touch (Chris Crime & Mike Candys Remix) Jeremy Carr Global
- 2009 In My Dreams (Chris Crime & Mike Candys Remix) DJ Antoine Global
- 2008 Suddenly (Mike Candys Remix) Jaybee Arroganza
- 2008 No Superstar (MR P!NK Remix) Remady Egoiste
- 2008 La Disco Loca (Rimini Bikini Mix) Mike Candys Sirup/DasStern
- 2008 Move me up (Crime & Candys Super Club Mix) Chris Crime feat. Antonella Rocco Egoiste
- 2008 Pay No Mind (MR P!NK Remix) Pat Farrell
- 2008 The Rhythm of The Night (MR P!NK Remix) Christopher S feat. Antonella Rocco TBA
- 2008 Show me Love (Infinity Remix) Mike Candys & jack Holiday *** The DJ
- 2008 Club Bizzare (MR P!NK Remix) MR P!NK feat. Paloma Das Stern
- 2008 Such a shame (Mike Candys & Christopher S)) MR P!NK das Stern
- 2008 Saltwater (Christopher S & Mike Candys Remix) MR. P!NK Misnistry of Sound
- 2008 My Night (Mike Candys Original Club Mix) Christopher S feat. Stephen Davis TBA
- 2008 Starlight (Candys Deepspace Mix) Mike Candys & Christopher S TBA
- 2008 Better Part of Me (Mike Candys Elektro Mix) Christopher S feat M Angelo TBA
- 2008 We Believe (Christopher S & Mike Candys Remix) DJ Flava & DJ Soul M *** The DJ
- 2008 La Serenada (Original Sunset Mix) Mike Candys 6 Thomas Buchwalder *** The DJ
- 2008 Ready To Fly (DJ Stomp & Solarion Remix) Chris Morris *** THe DJ
- 2008 What is Love? (Original & Remix) MR. P!NK Das Stern
- 2008 Music Jaybee & DJ Lovehouse Global
- 2008 I like it (Original Mix) DJ Flava & DJ Marc W feat. M Angelo *** the DJ
- 2008 *** Right Now (Candys Ultra Fucka Remix) Christopher S feat. Stephen Davis TBA
- 2008 Intro CHRISTOPHER S Mike Candys feat. Stephen Davis
- 2008 Ready or Not (Energetic Remix) Chris Crime feat. Antonella Rocco Global
- 2008 Take Off (Anflug Nord Remix 2008) Thomas Buchwalder *** The DJ
- 2008 The Rhythm of the Night (Mike Candys Revenge) Christopher S feat. Antonella Rocco TBA
- 2008 Poison (Club Mix) Christopher S & DJ Flava feat. Stevenson TBA
- 2008 Ready or Not (Crime'n'Candys Mix) Chris Crime feat. Antonella Rocco Global
- 2008 The Rhythm of The Night (Crime'n'Candys RMX) Christopher S feat. Antonella Roco TBA
- 2008 *** Right Now (Mike Candys Main Mix) Christopher S feat. Stephen Davis TBA
- 2008 Hie (Christopher S & Mike Candys RMX) Wurzel 5 Muve
- 2008 Only for you (Christopher S & Mike Candys Mix) Jaybee feat. Maury Egoiste
- 2008 I Should feel better (Mike Candys Massive Mi) Christopher S feat. Pearl T
- 2008 Tausend Jahre sind ein Tag Matt Siaz Zoom/ZYX
- 2008 Superstar Intro Mike Candys & Wurzel 5 feat. Antonella Rocco TBA
- 2007 Swiss Lady (Christopher S & Mike Candys RMX) Brian Abeywickreme SonyBMG
- 2007 My Dream (Mike Candys Re-Edit) Christopher S feat. Ellie Jackson TBA
- 2007 Cafe del Mar (Back to the Beach Remix) Mike Candys vs Matt Siaz TBA
- 2007 Yo Me Recuerdo Mike Candys & Christopher S feat. Antonella Rocco TBA
- 2007 Help Me Christopher S feat. Fannie Luescher TBA
- 2007 Why (Mike Candys RMX) Christopher S TBA
- 2006 It's my life Matt Siaz Zoom/Zyx
- 2005 Insomnia (Electric Tribute) Matt Siaz Zoom/ZYX
- 2005 Music Provocation Chris Crime Zoom/ZYX
- 2005 For your love Rob Adams Zoom/ZYX
- 2004 Groove Sensation Matt Siaz Zoom/ZYX
- 2004 Mulata (Ultra Banana Remix) Manuel Moreno Zoom/ZYX
- 2004 Mars Mania (Mike Candys Remix) Space Dream Cast Phonag
- 2004 Weather (Chris'n'Mike Climax RMX) C'n'C feat. Antonella Zoom/ZYX
- 2004 Stasera La luna Lunedì Zoom/ZYX
- 2004 Weather (Mike Candys Remix) Lunik EMI Switzerland
- 2004 Slider (Mike Candys Remix) Matrix Zoom/K-tel
- 2004 Rock my Body (Radio Edit) Chris Crime feat. Gee K. Zoom/ZYX
- 2004 Believe (Chill Pop Remix) Neardistance ---
- 2003 Eat my funk / Eat my deep Chris Crime Zoom/ZYX
- 2003 Temptation Chris Crime Zoom/ZYX
- 2002 Here we go again (mdk Remix) FFF Dancers Zoom/ZYX
- 2003 How will I know (mdk Remix) Jasmin Paan Zoom / K-Tel
- 2002 What I got mdk feat. Antonio Zoom K-Tel
- 2000 Reverse mdk feat. Triz BMG Germany